# 2010년 코리아 그랑프리
2010년 코리아 그랑프리는 2010년 10월 24일에 대한민국 전라남도 영암군의 코리아 인터내셔널 서킷에서 열린 포뮬러 원 2010 시즌 열일곱번째 대회이다. 페라리의 페르난도 알론소가 55랩 동안 펼쳐진 경기에서 우승하여 첫번째 코리아 그랑프리의 우승을 기록했으며 맥라렌의 루이스 해밀턴이 2위, 알론소의 팀메이트인 펠리피 마사가 3위를 기록했다.
경주는 세이프티 카와 함께 시작되었으나 3랩 동안 주행 후 트랙 노면에 머무른 상당한 양의 비로 인해 중단되었다. 경기는 45분 간 중단된 후 재개되었으며, 19번째 랩에서 마크 웨버와 니코 로스베르크의 충돌로 두번째 세이프티 카가 발동되었다. 폴 포지션에서 출발한 제바스티안 페텔은 재시작 11랩 후에 엔진 고장으로 리타이어했다.
알론소는 2010년 코리아 그랑프리에서 우승하며 시즌 다섯번째 우승을 달성하여 웨버에 11점 앞선 드라이버 챔피언십 선두로 올라섰다. 해밀턴은 3위가 되었으며 페텔은 4위로 밀려났다. 월드 컨스트럭터 챔피언십에서 맥라렌은 1위인 레드불과의 격차를 27점까지 줄였으며 페라리는 맥라렌에 25점 뒤진 3위에 머물렀다.

## 대회 결과
| 순위 | 번호 | 운전자            | 팀                    | 랩 | 시간 · 리타이어  | 출발 순서 | 획득 점수 |
| ---- | ---- | ----------------- | --------------------- | -- | ---------------- | --------- | --------- |
| 1    | 8    | 페르난도 알론소   | 페라리                | 55 | 2:48:20.810      | 3         | 25        |
| 2    | 2    | 루이스 해밀턴     | 맥라렌-메르세데스     | 55 | +14.999          | 4         | 18        |
| 3    | 7    | 펠리피 마사       | 페라리                | 55 | +30.868          | 6         | 15        |
| 4    | 3    | 미하엘 슈마허     | 메르세데스            | 55 | +39.688          | 9         | 12        |
| 5    | 11   | 로버트 쿠비카     | 르노                  | 55 | +47.734          | 8         | 10        |
| 6    | 15   | 비탄토니오 리우치 | 포스인디아–메르세데스 | 55 | +53.571          | 17        | 8         |
| 7    | 9    | 후벵스 바히셸루   | 윌리엄스–코스워스     | 55 | +1:09.257        | 10        | 6         |
| 8    | 23   | 코바야시 카무이   | 자우버–페라리         | 55 | +1:17.889        | 12        | 4         |
| 9    | 22   | 닉 하이트펠트     | 자우버–페라리         | 55 | +1:20.107        | 13        | 2         |
| 10   | 10   | 니코 휠켄베르크   | 윌리엄스–코스워스     | 55 | +1:20.851        | 11        | 1         |
| 11   | 17   | 하이메 알게스와리 | 토로 로소–페라리      | 55 | +1:24.146        | 15        |           |
| 12   | 1    | 젠슨 버튼         | 맥라렌–메르세데스     | 55 | +1:29.939        | 7         |           |
| 13   | 19   | 헤이키 코발라이넨 | 로터스–코스워스       | 54 | +1 Lap           | 21        |           |
| 14   | 21   | 브루노 세나       | HRT–코스워스          | 53 | +2 Laps          | 24        |           |
| 15   | 20   | 야마모토 사콘     | HRT–코스워스          | 53 | +2 Laps          | 23        |           |
| Ret  | 14   | 아드리안 주틸     | 포스인디아–메르세데스 | 46 | Collision        | 14        |           |
| Ret  | 5    | 제바스티안 페텔   | 레드불–르노           | 45 | Engine           | 1         |           |
| Ret  | 12   | 비탈리 페트로프   | 르노                  | 39 | Accident         | 20        |           |
| Ret  | 24   | 티모 글록         | 버진–코스워스         | 31 | Collision damage | 19        |           |
| Ret  | 16   | 세바스티앵 부에미 | 토로 로소-페라리      | 30 | Collision        | 16        |           |
| Ret  | 25   | 루카스 디 그라시  | 버진–코스워스         | 25 | Accident         | 22        |           |
| Ret  | 18   | 야르노 트룰리     | 로터스–코스워스       | 25 | Hydraulics       | 18        |           |
| Ret  | 6    | 마크 웨버         | 레드불–르노           | 18 | Accident         | 2         |           |
| Ret  | 4    | 니코 로스베르크   | 메르세데스            | 18 | Collision        | 5         |           |